# Khmaralite
La khmaralite è un minerale, ha composizione simile alla saffirina, al cui gruppo appartiene.

## Etimologia
Prende il nome dalla località di rinvenimento: la baia antartica di Khmara, a sua volta così chiamata in onore di Ivan Fedorovich Khmara (1936-1956), tecnico della spedizione antartica russa che vi morì in un incidente.